# Mount Kaguyak
Der Mount Kaguyak ist ein 901 m hoher Schichtvulkan in der Aleutenkette auf der Alaska-Halbinsel. Er liegt im Nordosten des Katmai-Nationalparks.
Basierend auf einer Radiokarbondatierung liegt die letzte, die Caldera formende Eruption 5800 Jahre zurück. Der 550 m unter dem höchsten Punkt des Kraterrands liegende Kratersee hat einen Durchmesser von 2,5 km und eine Tiefe von über 180 m.